# Lobaederus monilicornis
Lobaederus monilicornis là một loài bọ cánh cứng trong họ Elateridae. Loài này được Guérin-Méneville miêu tả khoa học năm 1831.